# ميخائيل تروتر
ميخائيل تروتر (بالإنجليزية: Michael Trotter)‏ هو لاعب كرة قدم بريطاني في مركز الوسط، ولد في 27 أكتوبر 1969 في هارتلبول في المملكة المتحدة. لعب مع دارلينجتون إف سى وليستر سيتي ونادي تشيسترفيلد ونادي دونكاستر روفرز ونادي ميدلزبره ونادي هاليفاكس تاون.